# Pang La
Als Pang La werden zwei Pässe bezeichnet, welche von Norden kommend, den Zugang zum Gebiet des Mount Everest ermöglichen.
Wie für zahlreiche Berge und Pässe in Tibet finden sich für die Höhe des Pang La verschiedene, den Bereich 5050 Meter bis 5210 Meter abdeckende Angaben.
Der Pang La West ist für die Benutzung von Kraftfahrzeugen ausgelegt, allerdings unbefestigt – auf seiner Nordseite führen 41 Spitzkehren in Richtung Friendship Highway, nach Süden ist über 64 Kehren das Tal des Dzakar Chhu erreicht. Der Pass ist auch bei Mountainbikern sehr beliebt.
Der rund 30 Meter niedrigere Pang La East befindet sich einige Kilometer östlich. Dieser ursprüngliche Übergang über die Gebirgskette wird heute nur noch selten genutzt.
Der Pass wird wegen seines Panoramas, welches vom Makalu über den Lhotse und den Mount Everest bis zum Cho Oyu reicht, von zahlreichen Touristen besucht.

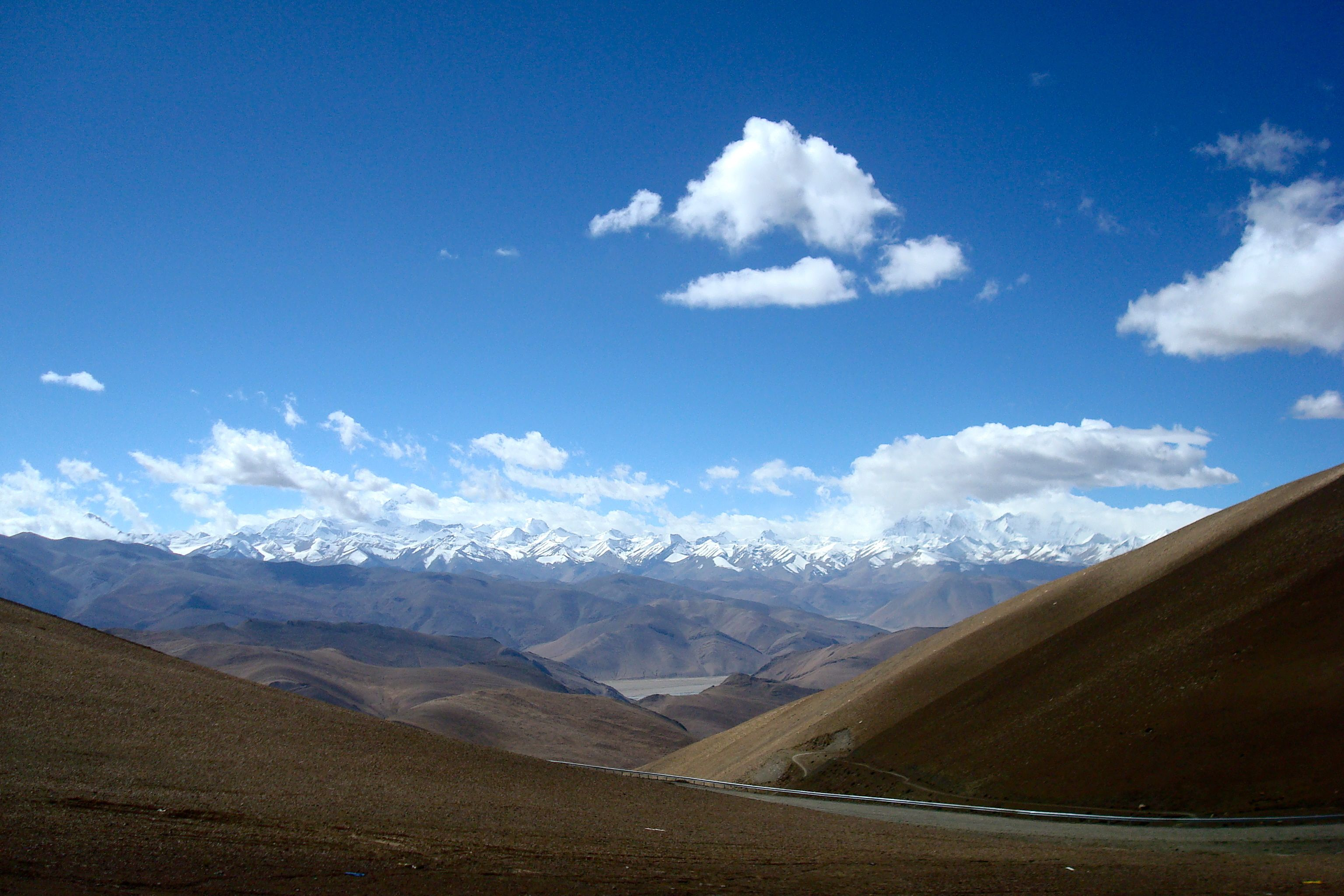
Blick vom Pang La West auf den Himalaya